# Andrew Boff
Andrew Boff (sinh ngày 14 tháng 4 năm 1958) là một chính khách người Anh. Là thành viên đảng Bảo thủ, ông là nghị sĩ Hội đồng Luân Đôn (MLA) kể từ cuộc bầu cử năm 2008. Ông là một thành viên toàn London, đại diện cho ba mươi hai quận và Thành phố Luân Đôn.
Andrew Boff là người ủng hộ chiến dịch "Yes to fairer votes". Ông là đại diện đảng Bảo thủ tại sự kiện Yes! ở London vào ngày 3 tháng 5 năm 2011.

## Đời tư
Ông là một nhà tư vấn công nghệ thông tin.
Boff là người đồng tính công khai. Năm 2005, ông là người đầu tiên ở Anh Quốc tham gia quan hệ bạn đời dân sự đồng giới.
Boff là một người theo chủ nghĩa tự do, và một người ủng hộ thẳng thắn cho nền dân chủ trực tiếp, đã công khai nổi bật vấn đề này tại sự hối hả của thị trưởng London và trên ConservativeHome.
Một người vô thần và một người theo chủ nghĩa nhân văn, Boff là một thành viên của Humanists UK. Ông đã giúp thành lập Hiệp hội Nhân văn Bảo thủ, một nhóm gừng của Đảng Bảo thủ, tại một sự kiện ở London năm 2008.
Vào ngày 10 tháng 6 năm 2019, Boff đã chạy vào một tòa tháp đang cháy ở Barking Riverside để giúp mọi người thoát khỏi đám cháy bùng phát.